# Gritos Mudos
Gritos mudos é o quinto álbum de estúdio do grupo português Xutos & Pontapés, lançado em abril de 1990. Começou a ser preparado em fevereiro de 1990 e foi gravado em março, no Brasil, com produção de Paulo Junqueiro e Ramon Galarza, tendo sido editado no mês seguinte. O álbum não teve singles. No entanto, dois dos temas foram incluídos no single Inimigos de 1990, que acompanhou a peça de teatro com o mesmo nome da autoria encenador José Wallenstein.
As críticas ao álbum foram maioritariamente negativas. Zé Pedro referiu em entrevista que um crítico chegou a comparar o álbum com Marco Paulo e que a má recepção contribuiu para a paragem da banda em 1991. Foi a última participação do saxofonista Gui enquanto membro da banda.

## Faixas
1. "OP 53 (O vento)"
2. "I love to play"
3. "Pêndulo"
4. "Gritos mudos"
5. "Melga"
6. "El tatu"
7. "Boa"
8. "Futuro que era brilhante"
9. "Sirenes"
10. "Gente de m****"
11. "Nunca fui"
12. "Morte ou vida"